# Actividades del Grupo Wagner en Ucrania
Las actividades del Grupo Wagner en Ucrania, una organización paramilitar rusa también descrita como una empresa militar privada (PMC), una red de mercenarios, y una unidad de facto del ejército ruso. El Ministerio de Defensa (MdD) o la agencia de inteligencia militar de Rusia, GRU, ha llevado a cabo operaciones en Ucrania desde principios de 2014.

## Crimea y el Dombás (2014–15)
Los miembros del Grupo Wagner estuvieron activos por primera vez en febrero de 2014 en Crimea durante la anexión de la península por parte de Rusia en 2014, donde operaron en línea con las unidades regulares del ejército ruso, desarmaron al ejército ucraniano y tomaron el control de las instalaciones. La toma de Crimea fue casi incruenta. Los Wagner, junto con los soldados regulares, fueron llamados «gente educada» en ese momento debido a su comportamiento educado. Se mantenían apartados, portaban armas que no estaban cargadas y, en su mayoría, no hacían ningún esfuerzo por interferir en la vida civil. Otro nombre para ellos era «hombrecitos verdes», ya que estaban enmascarados, vestían uniformes militares verdes sin marcar y su origen inicialmente se desconocía.
Después de la toma de Crimea, unos 300 miembros de Wagner fueron a la región del Dombás en el este de Ucrania, donde comenzó un conflicto entre el gobierno ucraniano y las fuerzas prorrusas. Con su ayuda, las fuerzas prorrusas pudieron desestabilizar las fuerzas de seguridad del gobierno en la región, inmovilizar las operaciones de las instituciones del gobierno local, apoderarse de los almacenes de municiones y tomar el control de las ciudades. Los Wagner realizaron ataques furtivos, reconocimiento, recopilación de inteligencia y acompañaron a VIPs. En octubre de 2017, el SBU ucraniano afirmó que había establecido la participación del Grupo Wagner en el derribo del avión Il-76 en junio de 2014 en el Aeropuerto Internacional de Lugansk que mató a 40 paracaidistas ucranianos, así como a una tripulación de nueve. Ya se informó que «mercenarios» rusos y serbios estuvieron involucrados en la batalla del verano de 2014 por el aeropuerto, aunque no se indicó si estaban vinculados a Wagner en ese momento.
Según el SBU, los Wagner se desplegaron inicialmente en el este de Ucrania el 21 de mayo de 2014, y el servicio planeaba presentar cargos contra Dmitri Utkin, el presunto fundador del Grupo Wagner, ante la oficina del Fiscal General de Ucrania. Los Wagner también participaron en la Batalla de Debáltseve de principios de 2015, que involucró uno de los bombardeos de artillería más intensos de la historia reciente, así como, según se informa, cientos de soldados rusos regulares. Los Wagner fueron apoyados por varios MRAP KAMAZ-43269 "Vystrel". Durante los combates cerca de la ciudad, se informó que su pelotón de logística había extraído varios MRAP KAMAZ-43269 "Dozor" destruidos pertenecientes al ejército ruso, durante los cuales resultó herido el comandante del pelotón. Varios Wagner murieron durante los enfrentamientos. La batalla por Debáltseve terminó con una victoria decisiva sobre las fuerzas ucranianas. Según un miembro de Wagner, el propio Dmitri Utkin resultó herido durante el despliegue en Ucrania y se le clavó una astilla en el hígado.
Tras el final de las principales operaciones de combate, se informó que a las Wagner se les asignó la tarea de matar a los comandantes disidentes prorrusos que actuaban de manera rebelde, según el medio de comunicación nacionalista ruso Sputnik y Pogrom y el SBU. Según Sputnik y Pogrom, en una redada mataron a más de 10 milicianos. En otra operación a principios de enero de 2015, los Wagner desarmaron sin pérdida de vidas a la brigada de Odess de la República Popular de Lugansk (RPL), tras rodear su base en Sorókine con el apoyo de tanques y artillería, y exigir a los separatistas el desarme y la vuelta a sus hogares.

## Asesinatos de comandantes de campo en el Dombás
Según el SBU y los medios rusos, Wagner también forzó la reorganización y el desarme de los cosacos rusos y otras formaciones. Los Wagner actuaron principalmente en la RPL, para cuyas autoridades presuntamente llevaron a cabo cuatro asesinatos políticos de comandantes separatistas como Alexey Mozgovoy, Pavel Dremov, Alexander Bednov y otros. Los comandantes muertos estaban en conflicto con el presidente de la RPL, Ígor Plotnitski. La RPL acusó a Ucrania de cometer los asesinatos, mientras que los miembros de las unidades de los comandantes creían que eran las autoridades de la RPL las que estaban detrás de los asesinatos.
A fines de noviembre de 2017, el SBU ucraniano publicó lo que dijo que eran grabaciones de audio interceptadas que demostraron un vínculo directo entre Dmitri Utkin e Igor Kornet, el ministro del Interior de la RPL, quien supuestamente lideró personalmente la iniciativa de eliminar a los comandantes disidentes. A principios de junio de 2018, el SBU también publicó conversaciones telefónicas entre Utkin e Igor Plotnitski de enero de 2015, así como conversaciones entre Utkin y el oficial ruso de la GRU, Oleg Ivannikov, que usaba el seudónimo de Andrei Ivanovich. Ivannikov, según un miembro de Wagner, supervisó tanto a sus fuerzas como a las de los separatistas de la RPL durante los combates de 2014 y 2015. Wagner salió de Ucrania y regresó a Rusia en otoño de 2015, con el inicio de la intervención militar rusa en la Guerra civil siria.

## Lucha de poder en la RPL (2017)
A fines de noviembre de 2017, estalló una lucha de poder en la separatista República Popular de Lugansk en el este de Ucrania entre el presidente de la RPL, Ígor Plotnitski, y el ministro del Interior de la RPL, Igor Kornet, a quien Plotnitski ordenó que fuera destituido. Durante los disturbios, hombres armados con uniformes sin distintivos ocuparon posiciones en el centro de Lugansk. Algunos de los hombres pertenecían a Wagner, según la compañía Janes. Al final, Plotnitski renunció y el ministro de Seguridad de la RPL, Leonid Pásechnik, fue nombrado líder interino "
«hasta las próximas elecciones». Según se informa, Plotnitski huyó a Rusia y el Consejo Popular de la RPL aprobó por unanimidad la renuncia de Plotnitski.
En una entrevista con el sitio de noticias ruso The Insider a principios de diciembre de 2017, el veterano oficial ruso Ígor Guirkin confirmó que los Wagner habían regresado a Lugansk desde Siria. Guirkin tuvo un papel clave en la anexión de Crimea por parte de Rusia, así como en las primeras etapas de la guerra en el este de Ucrania, donde fue uno de los comandantes de mayor rango. Fue sacado del este de Ucrania en agosto de 2014, supuestamente porque las autoridades rusas sintieron que era una gran carga, después de lo cual comenzó a oponerse al Kremlin.
A mediados de mayo de 2018, el Servicio de Seguridad de Ucrania (SBU) informó que alrededor de 100 combatientes de Wagner podrían llegar a Donetsk en los próximos días para apoyar a la República Popular de Donetsk (RPD) separatista prorrusa. A partir de octubre, unas pocas docenas de combatientes de Wagner permanecieron en la región de Lugansk, según la SBU, para matar a cualquier persona considerada «indeseable por Rusia».

## Invasión rusa de Ucrania (2022-actualidad)

### Despliegue inicial

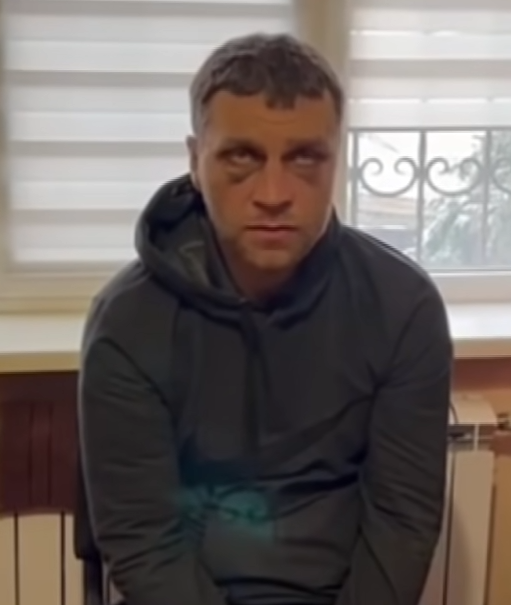
Combatiente del Grupo Wagner capturado en marzo de 2022 en Ucrania.

The Times informó que el Grupo Wagner trajo más de 400 contratistas de la República Centroafricana a mediados o fines de enero de 2022 en una misión para asesinar al presidente ucraniano Volodímir Zelenski y miembros de su gobierno, y así preparar el terreno para que Rusia pudiera tomar el control de la situación tras la invasión rusa de Ucrania, que comenzó el 24 de febrero de 2022. El gobierno ucraniano recibió información al respecto el 26 de febrero, después de lo cual declaró un toque de queda «duro» de 36 horas para barrer la capital en busca de «saboteadores rusos». El gobierno dijo que el día anterior sus fuerzas habían matado a 60 saboteadores en Kiev que se hacían pasar por una unidad de defensa territorial. Poco después de que el gobierno recibiera la información, estallaron intensos combates en el oeste y el noreste de Kiev, y Ucrania afirmó haber repelido un ataque a una base militar. Por la mañana, las fuerzas ucranianas habían asegurado la capital. Estados Unidos describió a las fuerzas rusas que entraron en Kiev como «elementos de reconocimiento». Dos días después, un funcionario estadounidense declaró que había «algunos indicios» de que se estaba empleando a Wagner, pero no estaba claro dónde ni cuánto. Para el 3 de marzo, según The Times, Zelenski había sobrevivido a tres intentos de asesinato, dos de los cuales supuestamente fueron orquestados por el Grupo Wagner. El 8 de marzo, el ejército ucraniano afirmó que había matado a los primeros miembros de Wagner desde el comienzo de la invasión rusa, el primero de los cuales ocurrió el 13 de marzo.
Durante la invasión, el ejército ucraniano dijo que el Grupo Wagner se había rebautizado como Liga y se refirió a ellos como tales en sus informes. UNIAN informó que los soldados ucranianos apodaron a los combatientes de Wagner como «Los Músicos».
A fines de marzo, se esperaba que el número de miembros de Wagner en Ucrania se triplicara de alrededor de 300 al comienzo de la invasión a al menos 1000, y que se concentrarían en la región del Dombás en el este de Ucrania. Se informó que los miembros del Grupo Wagner desempeñaron un papel destacado en la masacre de civiles de Bucha, según el Servicio Federal de Inteligencia de Alemania (BND), y que las comunicaciones de radio incriminatorias interceptadas sugirieron que los asesinatos eran parte de un plan ruso para infundir miedo en la población reduciendo así la voluntad de resistir.

### Batalla del Dombás
El 8 de abril, el ejército ucraniano dijo que el Grupo Wagner estaba involucrado en un ataque de artillería en Popasna y varios miembros murieron. A mediados de abril, Vitaly Milonov, miembro adjunto de la Duma, publicó una foto en VKontakte de él mismo con Yevgueni Prigozhin en la región del Dombás o en la frontera entre Ucrania y Rusia. El Instituto para el Estudio de la Guerra pensó que Prigozhin estaba presente para organizar el reclutamiento y la financiación del Grupo Wagner.

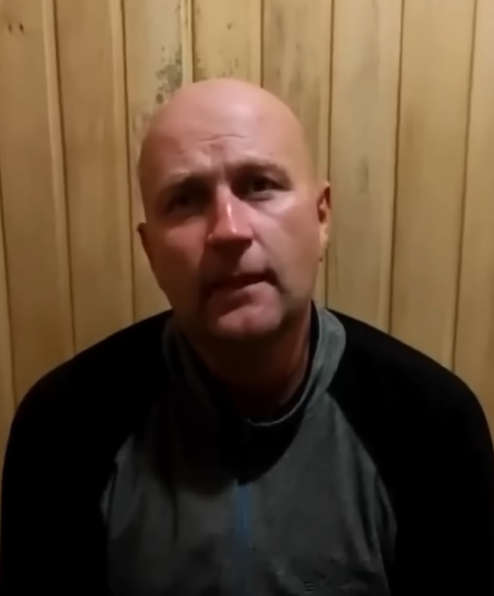
Un piloto perteneciente al Grupo Wagner derribado y capturado en 2022 en Ucrania.

A fines de abril, durante una ofensiva militar rusa para tomar el resto de la región del Dombás, apodada la Batalla del Dombás, Ucrania afirmó que entre 20 y 25 «mercenarios libios y sirios» murieron durante los combates en la ciudad de Popasna. Los libios y los sirios operaban bajo el paraguas del Grupo Wagner como parte de una fuerza de entre 300 y 500 combatientes, según Ucrania. A principios de mayo, se publicó un video de los combatientes del Grupo Wagner participando en peleas callejeras en Popasna. El 7 de mayo, las fuerzas rusas lanzaron una operación para romper las líneas ucranianas en la ciudad, con los miembros de Wagner involucrados en el asalto. Las tropas rusas capturaron Popasna el mismo día. Más de dos semanas después, los Wagner también participaron en la captura de Svitlodarsk. Durante los combates cerca de Popasna el 20 de mayo, el mayor general retirado Kanamat Botashev de la Fuerza Aérea Rusa fue derribado mientras volaba un avión de ataque Sukhoi Su-25, supuestamente para el Grupo Wagner. Ocho días antes, otro Su-25 fue derribado sobre Popasna, pilotado por un coronel bielorruso retirado, de quien también se decía que había sido empleado de una empresa militar privada. Un tercer Su-25 también fue derribado cerca de Svitlodarsk a mediados de junio, y el piloto de Wagner fue capturado.
A principios de junio, se informó que un francotirador ucraniano disparó y mató al miembro de Wagner Vladimir Andonov, apodado «El verdugo», cerca de Járkov. Andonov participó en el conflicto inicial en la región del Dombás en 2014, así como en los supuestos despliegues de Wagner en Siria y Libia. Fue acusado de matar a tres soldados ucranianos que fueron hechos prisioneros tras la toma prorrusa de la ciudad de Lohvynove, así como de participar en una masacre de civiles en Espia, Libia. Mientras tanto, casi al mismo tiempo, Ucrania afirmó que sus fuerzas destruyeron una base militar del Grupo Wagner en la ciudad de Stajánov, matando a 22 combatientes de Wagner. Entre finales de mayo y finales de junio, el Grupo Wagner participó en la batalla de Severodonetsk, siendo parte de la principal fuerza de asalto de Rusia. A finales de junio, Wagner también participó en la Batalla de Lisichansk.
Durante la invasión, los combatientes de Wagner también entrenaron a militares rusos antes de enviarlos al frente.

### Reclutamiento de reclusos
A principios de julio, el medio de comunicación ruso iStories informó que el Grupo Wagner había estado reclutando en dos prisiones de San Petersburgo. Los reclutadores dijeron a los reclusos que los enviarían a la región del Dombás y que «casi nadie regresará». A los reclusos se les ofreció 200 000 rublos y amnistía por seis meses de «servicio voluntario», o 5 millones para sus familiares si fallecían. Según familiares de los internos, los contratos no se registraban en ningún lado y los internos serían enviados a la guerra sin sus pasaportes. Posteriormente, el Ministerio de Defensa del Reino Unido declaró en un informe de inteligencia que Rusia tal vez estaba considerando reclutar prisioneros para el Grupo Wagner. Al mes siguiente, Mediazona informó que había recibido mensajes de presos rusos en los que se alegaba que Yevgueni Prigozhin los estaba reclutando personalmente para luchar en Ucrania. Según dos reclusos de Rýbinsk y Plavsk, Prigozhin prometió a los reclusos un indulto y un salario de 100 000 rublos al mes y una bonificación de una suma aproximadamente similar, o 5 millones de rublos por una muerte «honorable». Prigozhin les dijo a los reclusos que no serían utilizados como carne de cañón y dijo que la probabilidad de muerte es del 15%, según un despliegue «experimental» anterior de los reclusos de la prisión de San Petersburgo. Después de que los reclutadores se fueron, ambas prisiones fueron desconectadas del sistema de comunicación Zonatelecom, dejando a los reclusos solo con teléfonos ilícitos. Aproximadamente entre 300 y 350 reclusos se inscribieron para luchar en Ucrania en ese momento. En un video de un discurso de reclutamiento en prisión publicado el 14 de septiembre, Prigozhin dijo que los presos han estado participando en la invasión de Ucrania desde el 1 de julio. Durante otro discurso en la prisión de Cheliábinsk en noviembre de 2022, según un recluso citado por iStories, Prigozhin instruyó a los posibles reclutas que si capturaban a soldados ucranianos podían hacer lo que quisieran con ellos: tomarlos como prisioneros, torturarlos, burlarse de ellos, o cortarles la garganta.
Los soldados ucranianos y los ex convictos prisioneros de guerra describieron el uso de convictos reclutados como desechables. En la Batalla de Bajmut, los convictos fueron utilizados como «cebo», ya que los convictos mal armados y entrenados brevemente fueron enviados en ataques de oleadas humanas para sacar y exponer las posiciones ucranianas al ataque de unidades o artillería más experimentadas. Un desertor del Grupo Wagner afirmó que los reclusos estaban formados en grupos de asalto que describió como «carne» y que el 90% de ellos mueren en los combates. De manera similar, el gobierno de los Estados Unidos afirmó que el 90% de las bajas en el campo de batalla de Wagner eran de reclusos reclutados.
A fines de octubre, también se informó que Wagner estaba liderando el reclutamiento de exmiembros del Cuerpo de Comando del Ejército Nacional Afgano, que fueron abandonados en Afganistán durante la retirada de Estados Unidos y huyeron a Irán. Un portavoz de Prigozhin negó los informes como «tonterías locas».
El 5 de enero de 2023, el primer grupo de 24 prisioneros reclutados por Wagner para luchar en Ucrania terminaron sus contratos de seis meses y fueron liberados con amnistía total por sus crímenes pasados. Yevgueni Prigozhin elogió sus esfuerzos, afirmó que deberían ser tratados con respeto y les aconsejó: «No beban mucho, no usen drogas, no violen a las mujeres, no hagan nada malo».

### Batallas de Bajmut y Soledar
El 15 de agosto de 2022, Ucrania afirmó haber atacado un edificio en Popasna que el Grupo Wagner utilizaba como sede con artillería HIMARS. Serhiy Hayday, el gobernador ucraniano de Lugansk, dijo que el lugar fue revelado por el periodista ruso Sergei Sreda. La imagen publicada en línea mostraba un letrero que indicaba una calle en Popasna, Lugansk. Un bloguero pro-Moscú, llamado Kotenok, escribió en Telegram: «Se llevó a cabo una huelga en una de las ubicaciones de Wagner en Popasna. Fuentes en el Dombás lo confirman. Probablemente 'Himars'. Fuentes ucranianas informan de la muerte de Prigozhin, no confirmo eso». Varios meses después, el 11 de diciembre, el gobernador ucraniano de Lugansk, Serhiy Haidai, afirmó que Wagner había sufrido «pérdidas significativas» después de que una sede de Lugansk en una casa de huéspedes de Zhdanov (en Stajánov) fuera destruida.
Durante los combates en Bajmut a fines de septiembre, murió el comandante senior de Wagner, Aleksey Nagin. Nagin luchó previamente con Wagner en Siria y Libia, y antes de eso participó en la segunda guerra chechena y la guerra ruso-georgiana. Se le otorgó póstumamente el título de Héroe de la Federación de Rusia. El 22 de diciembre, John Kirby del Pentágono afirmó que alrededor de 1000 combatientes de Wagner murieron en los combates en Bajmut durante las semanas anteriores, incluidos unos 900 convictos reclutados. Según Kirby, el Grupo Wagner también había recibido un cargamento de armas de Corea del Norte.
A mediados de enero de 2023, el Grupo Wagner capturó la ciudad de la mina de sal de Soledar después de intensos combates. Durante la batalla, Wagner supuestamente rodeó a las tropas ucranianas en el centro de la ciudad. Cientos de soldados rusos y ucranianos murieron en la batalla por Soledar. Varios días después, Wagner capturó Klishchiivka, al sur de Bajmut, después de lo cual continuaron avanzando al oeste del asentamiento. Al principio de la batalla por Klischiivka, un bombardero Wagner Sukhoi Su-24 fue derribado y ambos pilotos murieron. Otro Su-24 fue derribado cerca de Bajmut a mediados de febrero de 2023 y se desconoce el destino de la tripulación. Aunque según otros informes la aeronave solo resultó dañada y logró regresar a su base.

### Línea Wagner
El 19 de octubre de 2022, Yevgueni Prigozhin, líder del grupo paramilitar Wagner, anunció que había comenzado la construcción de una línea de defensa.
El objetivo era evitar que las tropas ucranianas avanzaran hacia la región de Lugansk en el este de Ucrania, que fue anexada por Rusia en septiembre.

### Tratamiento de prisioneros y desertores
En septiembre de 2022, la Grupo de trabajo Rusich del grupo, conocida por su actividad en combate en Ucrania, abogó por los crímenes de guerra en su canal de Telegram, pidiendo «retirar partes del cuerpo» y «destruir a los prisioneros en el acto». The Guardian informó que los «puntos clave del mensaje de Rusich también incluyen instrucciones explícitas para asesinar a los cautivos después del interrogatorio y alienta a obligar a las familias de los cautivos asesinados a pagar a Rusich por las coordenadas de los cuerpos de sus seres queridos». Según el director de Tecnología contra el terrorismo, apoyado por las Naciones Unidas, Adam Hadley, «las acciones de Rusich en el conflicto demuestran la preocupante prominencia de los grupos neonazis que cometen atrocidades en nombre del Kremlin».
El 13 de noviembre de 2022, se publicó un video que mostraba al Grupo Wagner ejecutando a su excombatiente Yevgeny Nuzhin por traición, rompiéndole la cabeza con un mazo. En el video, Nuzhin afirma que fue capturado en las calles de Kiev por personas desconocidas y llevado a un sótano, aunque los grupos de noticias ucranianos expresaron su preocupación por la validez de sus palabras. Un portavoz de la Oficina del Presidente de Ucrania afirmó que Nuzhin había accedido a participar en un intercambio de prisioneros. Anteriormente concedió una entrevista a un periodista ucraniano donde confirmó que fue reclutado en una prisión. Prigozhin dijo que «el video demuestra que [Nuzhin] no encontró la felicidad en Ucrania, sino que conoció personas enfermas, pero solo». También llamó a esto un «gran espectáculo» y un «increíble trabajo del director», expresando «esperanza» de que «ningún animal sufriera daños en la producción».

### Bajas
Según el informe de Bellingcat a los parlamentarios británicos del Comité Selecto de Asuntos Exteriores de la Cámara de los Comunes el 21 de abril de 2022, cerca de 3000 de los 8000 miembros de Wagner en Ucrania habían sido asesinados. Sin embargo, según BBC News Russian, en ese momento no había datos confiables sobre las pérdidas del Grupo Wagner. Varios soldados bielorrusos que habían firmado contratos con empresas militares privadas rusas murieron durante la invasión. Una estimación posterior de Estados Unidos a principios de agosto situó el número de combatientes de Wagner muertos en la invasión en 5000, mientras que la ONG del Centro Ucraniano de Estudios Analíticos y Contrarresto de Amenazas Híbridas (CUEACAH) informó que, según su recuento, entre 800 y 1000 habían muerto a principios de noviembre. A principios de enero de 2023, una estimación actualizada de Estados Unidos situó el número de víctimas de Wagner en más de 4100 muertos y 10 000 heridos. A mediados de febrero de 2023, una estimación actualizada de Estados Unidos situó el número de víctimas de Wagner en unas 30 000 víctimas, de las cuales unas 9000 murieron. Estados Unidos estimó que la mitad de esas muertes ocurrieron desde mediados de diciembre, con el 90 por ciento de los combatientes de Wagner que habían sido abatidos desde diciembre siendo convictos. Al mismo tiempo, el Ministerio de Defensa del Reino Unido estimó que los convictos reclutados por Wagner habían experimentado una tasa de bajas de hasta el 50 por ciento.